# Oholje
Oholje (em cirílico: Охоље) é uma vila da Sérvia localizada no município de Novi Pazar, pertencente ao distrito de Ráscia, na região de Ráscia e Sanjaco. A sua população era de 125 habitantes segundo o censo de 2011.

## Demografia
| 1948 | 1953 | 1961 | 1971 | 1981 | 1991 | 2002 | 2011 |
| ---- | ---- | ---- | ---- | ---- | ---- | ---- | ---- |
| 213  | 255  | 297  | 267  | 294  | 286  | 179  | 125  |